# Лінія 11 CPTM
Лінія 11 — коралова — лінія CPTM, системи приміських поїздів Великого Сан-Паулу, що пролягає між станціями Лус і Естудантіс. До березня 2008 року називалася Лінією E — помаранчева.
| Бразилія | Це незавершена стаття з географії Бразилії. Ви можете допомогти проєкту, виправивши або дописавши її. |